# سیارک ۱۸۸۵۷۶
سیارک ۱۸۸۵۷۶ (به انگلیسی: 188576 Kosenda، نامگذاری:2005EL30)۱۸۸۵۷۶مین سیارک کشف شده‌است که در ۰۵ مارس ۲۰۰۵ کشف شد.